# رزوق غنام
رزوق غنام (1882م - 1965م)، صحفي عراقي، ولد في بغداد سنة 1882 ودرس في مدارسها. ألمّ باللغات التركية والإنكليزية والفرنسية، وأكب على مطالعة الكتب والصحف العربية الحديثة حتى كوّن لنفسه اسلوبا كتابيا واضحا، سلس العبارة، سهل الاداء. لقب شيخ الصحافة في عصره. كان من انصار الحرية والمساواة بعد إعلان الدستور العثماني، وكان متحمساً لفكرة العروبة فأسهم مع حمدي الباجه جي ، و مزاحم الباجه جي في تأسيس النادي العلمي الوطني عام 1912م. وبعد نشوب الحرب العالمية الأولى نفي إلى قيصرى في الأناضول مع انستاس الكرملي، ثم عاد إلى بغداد بعد سنتين، فاشتغل في جريدة العرب، ثم أصدر جريدة العراق عام 1920م،حتى اوقفها بارادته سنة 1946م. انتخب نائباً عن بغداد في دورات 1930، 1935، 1939, 1943م. وبعد ايقافه جريدة العراق، اصدر جريدة صوت العراق عام 1950م. من مؤلفاته كتاب: الأزمة الاقتصادية في العراق نشره عام 1949م. وعندما بلغ السبعين من عمره توقف عن العمل الصحافي.